# 王连铮
王连铮（1930年10月—2018年12月12日），男，辽宁海城人，中华人民共和国农学家、大豆遗传育种学家，政治人物。

## 生平
毕业于东北农学院农学系。1981年，任黑龙江省农科院院长。1983年，调任黑龙江省人民政府副省长。1987年，任中国农业科学院院长。次年任农业部副部长兼中国农业科学院院长。1995年5月，中国科学技术协会第四次代表大会召开，并选举产生第四届全国委员会。5月27日，第四届全国委员会第一次会议召开，其被选为副主席。2001年6月，中国科学技术协会第六次全国代表大会召开，并选举其出任第六届全国委员会荣誉委员。